# Ujów
Ujów – wieś w Polsce położona w województwie dolnośląskim, w powiecie wrocławskim, w gminie Mietków.

## Podział administracyjny
W latach 1975–1998 miejscowość administracyjnie należała do województwa wrocławskiego.

## Historia
Jedna z najstarszych wsi w okolicy, wymieniana w kronice z 1175 roku. Miejscowość została wymieniona w staropolskiej, zlatynizowanej formie Vegow w łacińskim dokumencie wydanym 10 sierpnia 1201 przez kancelarię papieża Innocentego III wydanym w Segni. Niemcy zgermanizowali nazwę na Viehau.

## Zabytki
Do wojewódzkiego rejestru zabytków wpisany jest:
- kościół pw. św. Jakuba, z końca XIII w., koniec XIX w.